# British Movement
De British Movement (BM), later de British National Socialist Movement genoemd, is een Britse neonazistische organisatie die in 1968 werd opgericht.
De zich evenals andere nationaalsocialistische groeperingen in hun afkeer van de gevestigde politieke partijen als "beweging" betitelende organisatie kwam voort uit de National Socialist Movement (NSM), die was opgericht in 1962.
De NSM hield op te bestaan nadat Colin Jordan begin 1967 was veroordeeld wegens het verspreiden van een racistisch pamflet getiteld The Coloured Invasion. Toen de Britse Race Relations Act in 1968 van kracht werd, kon een partij zich niet meer openlijk bedienen van de aanduiding nationaalsocialistisch. Jordan koos toen voor de benaming British Movement.
Deze organisatie werd snel berucht door het gebruik van geweld door haar leden tegen immigranten en antiracistische activisten.
De BM nam deel aan de Britse parlementsverkiezingen in 1970 en 1974, maar verwierf niet veel steun vanwege haar openlijk koketteren met het nazisme en ook doordat de meeste extreemrechtse stemmen naar het rivaliserende National Front (NF) gingen.
Aan het leiderschap van Jordan kwam een eind in 1975 toen hij werd aangehouden wegens winkeldiefstal. Hij zag zich genoodzaakt af te treden als leider en een adviserende rol op de achtergrond op zich te nemen. Michael McLaughlin, een voormalige melkboer uit Liverpool, werd daarop de nieuwe leider, die begin jaren 80 enige populariteit verwierf onder rechtse skinheads. 
De skinhead-subcultuur die in de vroege jaren 70 leek te zijn vervaagd, maakte aan het eind van dat decennium een heropleving door als reactie op de commercialisering van de in 1977 losgebarsten punkstroming. Tegelijkertijd raakten veel skinheads betrokken bij extreemrechtse en racistische politiek. Een reactie hierop vormde onder meer de beweging Rock Against Racism eind jaren 70, maar tegen het midden van de jaren 80 was de term "skinhead" vrijwel synoniem geworden met neonazisme, fascisme en vreemdelingenhaat.
In 1980 vervoegde Ray Hill, een uit Zuid-Afrika terugkerende emigrant die een prominent lid van de BM was geweest onder Jordan, zich weer bij de groep en werd al snel een van de leidende figuren, terwijl de rivaliteit met het NF bleef voortduren. Hill werd er echter van beschuldigd een infiltrant te zijn van het antifascistische Searchlight Magazine en in 1982 uit de partij gezet. Hierop werd McLaughlin de nieuwe leider, bijgestaan door Anthony Reed Herbert. Vele leden stapten echter over naar de in 1982 opgerichte British National Party. De BM kreeg te kampen met een teruglopend ledenaantal en financiële moeilijkheden en werd uiteindelijk in september 1983 door McLaughlin ontbonden.

## Heroprichting
Kort daarna vormde zich een nieuwe organisatie die de naam British Movement overnam. In 1985 hernoemde deze zich tot British National Socialist Movement. Deze nieuwe groep die werd geleid door oud-BM-activisten probeerde vooral rechtse skinheads te werven, maar ondervond daarbij concurrentie van met name de organisatie Blood & Honour.
Andere extreemrechtse (splinter)organisaties in het Verenigd Koninkrijk in de jaren 80 waren de British National Party (BNP), de National Socialist Action Party (NSAP), Our Nation, het Official National Front, de Flag Group, de International Third Position, de White Nationalist Crusade, de Association of British Ex-Servicemen (ABEX), de National Action Party, het UK Patriotic Front, het National Socialist Workers Initiative en English Solidarity.

## Varia
Toen leden van de punk/skinhead-band Cockney Rejects werden aangezien voor aanhangers van de British Movement, verwezen ze in een interview er spottend naar als de "German Movement".